# Svätoplukovo
Svätoplukovo (bis 1948 slowakisch „Šalgov“; ungarisch Salgó) ist eine Gemeinde im Westen der Slowakei mit 1469 Einwohnern (Stand 31. Dezember 2024), die zum Okres Nitra, einem Teil des Nitriansky kraj gehört.

## Geographie

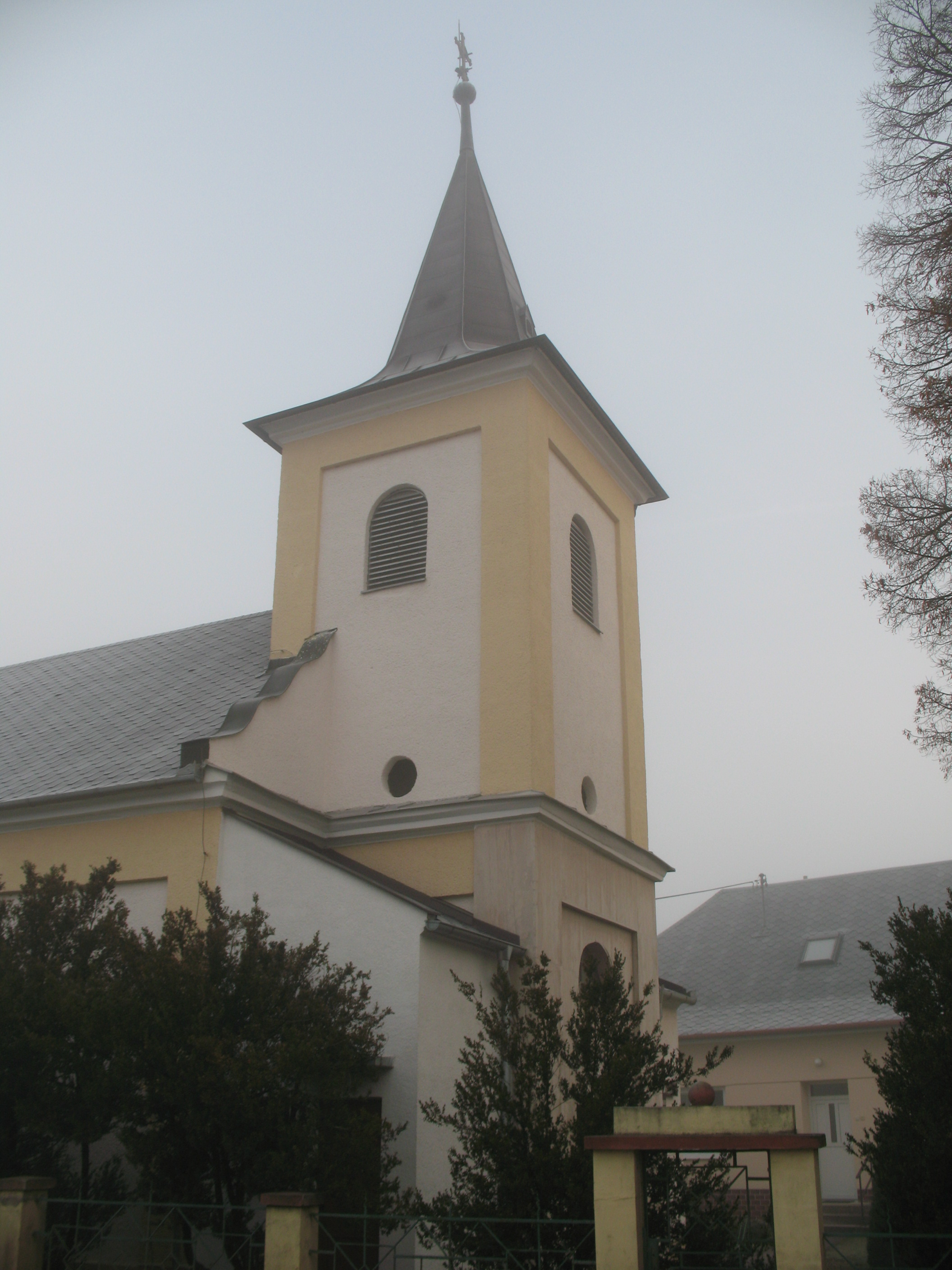
Kirche

Die Gemeinde befindet sich im Süden des Hügellands Nitrianska pahorkatina (Teil des Donauhügellands) am Zusammenfluss der Bäche Cabajský potok und Mlynský potok. Das Ortszentrum liegt auf einer Höhe von 145 m n.m. und ist 12 Kilometer von Nitra entfernt.

## Geschichte
Der Ort wurde zum ersten Mal 1386 als Salgow schriftlich erwähnt und gehörte zum Herrschaftsgut der Burg Gýmeš (bei Jelenec). 1787 zählte man 65 Häuser und 478 Einwohner, 1828 105 Häuser und 759 Einwohner.
Bis 1918 gehörte der im Komitat Neutra liegende Ort zum Königreich Ungarn und kam danach zur Tschechoslowakei beziehungsweise heute Slowakei.
1948 wurde der Name aus nationalpolitischen Gründen in Svätoplukovo (nach dem Mährerfürsten Svatopluk I.) geändert. Von 1976 bis 1990 war das Dorf Teil der Nachbargemeinde Mojmírovce.

## Bevölkerung
| Jahr                | 1994 | 2004    | 2014    | 2024     |
| ------------------- | ---- | ------- | ------- | -------- |
| Anzahl der Personen | 1275 | 1308    | 1331    | 1469     |
| Unterschied         |      | +2,58 % | +1,75 % | +10,36 % |

| Jahr                | 2023 | 2024    |
| ------------------- | ---- | ------- |
| Anzahl der Personen | 1473 | 1469    |
| Unterschied         |      | −0,27 % |

Nach der Volkszählung 2011 wohnten im Dorf 1310 Einwohner, davon 1202 Slowaken, 6 Tschechen und andere, bei 99 Einwohnern ist Ethnie nicht festgestellt. 923 Einwohner bekannten sich zur römisch-katholischen Kirche und 135 Einwohner zur evangelischen Kirche A. B. Andere Konfessionen hatten jeweils weniger als fünf Gläubigern. 93 Einwohner waren konfessionslos und bei 144 Einwohnern ist die Konfession nicht ermittelt.
Ergebnisse nach der Volkszählung 2001 (1286 Einwohner):
| Nach Ethnie: - 96,58 % Slowaken - 1,94 % Roma - 0,39 % Magyaren - 0,62 % Tschechen | Nach Konfession: - 76,36 % römisch-katholisch - 4,82 % keine Angabe - 4,59 % konfessionslos - 13,22 % evangelisch |

## Bauwerke
- römisch-katholische Kirche Maria vom Rosenkranz im klassizistischen Stil aus dem Jahr 1833
- evangelische Kirche im spätklassizistischen Stil aus dem Jahr 1861